# Памбос Агапиу
Хараламбос „Памбос“ Агапиу е кипърски танцьор и международен съдия по спортни танци. Основател на Памбос денсинг сентър.

## Биография
Роден е на 13 февруари 1973 година в Никозия. От малък учи кипърски и гръцки народни танци. През 1995 изучава латино танци в Лондон, а през 1997 специализира фламенко в Мадрид. През 1998 основава „Памбос денсинг сентър“. След това заминава за Куба, а през 2001 завършва Националната спортна академия и се дипломира с отличие по специалността „Спортни танци и физическо възпитание“.
През май 2003 сформира групата „Лос Памбос“ заедно с жена си Мария Агапиу. През 2006 двамата са поканени за жури в проекта на Слави Трифонов „Танцувай с мен“. Памбос и Мария са жури и във второто и третото издание на състезанието. През август 2009 Памбос заминава на турне със Слави Трифонов в САЩ, а през есента журира в Dancing Stars продуцирано именно от Трифонов. От 2012 е водещ на рубриката в Шоуто на Слави „Лигата на необикновените“.